# Neomordellistena burgeoni
Neomordellistena burgeoni es una especie de coleóptero de la familia Mordellidae.

## Distribución geográfica
Habita en la  República Democrática del Congo.